# صموئيل ماريون درايفر
صموئيل ماريون درايفر (بالإنجليزية: Samuel Marion Driver)‏ هو قاضي ومحامي أمريكي، ولد في 22 مايو 1892، وتوفي في 12 سبتمبر 1958.